# Tychy (gmina)
Tychy – dawna zbiorowa gmina wiejska istniejąca w latach 1945–1950 w woj. śląskim i katowickim (dzisiejsze woj. śląskie). Siedzibą władz gminy była wieś Tychy (od 1951 miasto).

## Gmina jednostkowa (1922–1945)
Jako gmina jednostkowa gmina Tychy (składająca się z samej wsi Tychy) funkcjonowała za II Rzeczypospolitej w latach 1922–1945 w powiecie pszczyńskim w woj. śląskim.

## Gmina zbiorowa (1945–1950)
1 grudnia 1945 na obszarze woj. śląskiego (z gminami jednostkowymi) utworzono gminy zbiorowe. Dotychczasowe gminy jednostkowe Tychy, Paprocany i Wilkowyje weszły (jako gromady) w skład nowo utworzonej gminy Tychy z siedzibą we wsi Tychy.
Jako gmina wiejska jednostka przestała istnieć z dniem 1 stycznia 1951 wraz z nadaniem jej ustroju miejskiego i przekształceniem jednostki w gminę miejską, która 1 października 1954 została stolicą nowego powiatu tyskiego, a 1 stycznia 1956 utworzyła odrębny powiat grodzki.